# Dret internacional privat

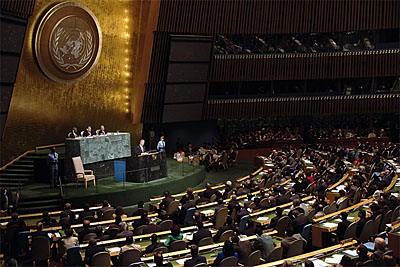
Les Organització de les Nacions Unides és la responsable de molts marcs de dret internacional.

El dret internacional privat (sovint abreujat DIP o DIPr) és el sector de l'ordenament jurídic de cada estat que regula l'específica problemàtica de les relacions entre subjectes privats en què hi apareix un element d'estrangeria o internacionalitat. L'objecte del dret internacional privat són les relacions privades internacionals (també conegudes com a relacions transfrontereres o relacions de tràfic jurídic extern).
En funció de l'element d'estrangeria present en una relació, hom pot observar l'existència de:
- Relacions amb element d'estrangeria de caràcter personal: es tracta de relacions jurídiques en què hi intervé una persona de nacionalitat estrangera, o que simplement té el seu domicili o residència habitual en un altre estat.
- Relacions amb element d'estrangeria de caràcter real: l'objecte de la relació jurídica es troba a l'estranger.
- Relacions amb element d'estrangeria de caràcter formal: les formalitats per a la conclusió d'un negoci o acte jurídic es realitzen a l'estranger.

## Contingut del dret internacional privat
Diversos sectors integren el dret internacional privat:
- Sector de la competència judicial internacional: determina quan els tribunals d'un país són competents per a conèixer d'un determinat litigi en què hi ha un element d'estrangeria.
- Sector del dret aplicable: un cop afirmada la competència judicial internacional dels tribunals d'un estat, és necessari determinar quin ordenament jurídic han d'aplicar aquests per a resoldre una situació privada internacional.
- Sector del reconeixement i l'execució de les sentències estrangeres: fixa els efectes que dins de cada estat poden desplegar els actes i les decisions estrangeres relatives a situacions privades internacionals.

## Dret de la nacionalitat i d'estrangeria
Als països llatins, hom tendeix a incloure dins el DIP el dret de la nacionalitat i el dret d'estrangeria. Altres països, però, no segueixen pas aquesta opció, en considerar que, stricto sensu, l'objecte d'aquestes disciplines no són les relacions entre subjectes privats amb element d'estrangeria sinó la relació entre un subjecte privat i un estat.

## Dret interregional
Hi ha estats, coneguts com a estats plurilegislatius, amb ordenaments jurídics formats per una pluralitat de sistemes jurídics. En aquests estats es donen situacions jurídiques que afecten els particulars i respecte de les quals cal concretar quin dret és aplicable, d'entre tots els vigents dins l'estat, a la situació jurídica privada i quin jutge és competent per a conèixer del cas. És el que es coneix com a dret interlocal o interregional, que resol el problema que planteja l'existència de relacions privades que presenten vincles amb diverses legislacions coexistents dins un mateix estat. Sobre si el dret interregional és o no un sector més del Dret internacional privat o bé es tracta d'una disciplina autònoma dues posicions són possibles:
- Teoria negativa o de l'exclusió: per aquest grup d'autors (p.e. W. Goldschmidt i E. Bartin), les situacions de les quals s'ocupa el Dret interregional no formen part de l'objecte del DIP, en tractar-se de situacions internes i no pas internacionals.
- Teoria positiva o de la inclusió: per a un altre grup de juristes (p.e. F.K. Savigny i E. Audinet), la qüestió és bàsicament mateixa que en el DIP, determinar quin dret d'entre tots els connectats amb la situació jurídica l'ha de regular. Aquesta opció és la seguida als Estats Units d'Amèrica a conseqüència de la importància dels conflictes entre lleis dels diferents estats de la Unió.

## Història
El dret internacional privat nasqué al segle xiii a les repúbliques del nord d'Itàlia. Cadascuna d'aquestes repúbliques disposava d'un dret propi, conegut com a statuta. El comerç entre diverses repúbliques portà a plantejar-se per primera vegada la qüestió de quin dret havia d'aplicar-se per a resoldre litigis en què els ciutadans d'una república eren atrets davant els tribunals d'una altra. Fins aquell moment, l'aplicació dels diferents ordenaments estava basada en el principi de territorialitat, en virtut del qual els tribunals de cada república només aplicaven llur legislació.
A mitjan segle xii, Francesco Accursio, un jurista de Bolonya, es planteja per primer cop si els statuta d'una república s'han d'aplicar als ciutadans estrangers. Accursio, basant-se en el dret romà, defensa que les lleis d'una república no han de ser aplicades als estrangers. Un altre jurista de l'època, Aldrico, proposà que en aquests casos s'apliqués la llei que aportés un millor resultat. Amb l'obra d'aquest dos autors neix el dret internacional privat, iniciant-se una llarga època de l'evolució del dret internacional privat que es perllongarà fins al segle xix i que es coneix com l'època estatutària.

### L'època estatutària (s.XIII-XIX)
Fins al segle xix no veuran la llum les primeres disposicions legislades en aquesta matèria. Ara bé, els problemes del dret internacional privat són objecte d'anàlisi pels juristes de les escoles estatutàries, l'autoritat dels quals és acceptada gairebé com a dret positiu pels tribunals que han de resoldre supòsits de tràfic jurídic extern.
El més característic de les doctrines estatutàries és que llur centre d'atenció és la norma i el seu àmbit d'aplicació en l'espai. La tasca del DIP seria, segons aquestes doctrines, determinar l'àmbit d'aplicació de les normes en l'espai.

### Les doctrines delseglexix

#### Mancini i el principi de la nacionalitat
A mitjan segle xix, es consoliden a Europa els estats nacionals. La intensificació de la consciència nacional, fomentada a Itàlia per l'obra de Pasquale Stanislao Mancini influirà en el dret internacional privat d'aquest país, així com en els de França i Espanya. Mancini defineix la nació com una comunitat d'individus units per llur llengua, llur religió i llurs tradicions. Així, el fet de pertànyer a una nació s'expressaria mitjançant el vincle de la nacionalitat, que no només hauria de determinar l'estatut polític dels individus, sinó també llur estat civil. Com les lleis estan adaptades a la mentalitat col·lectiva d'un poble, i són un producte de llur condicions de vida, Mancini defèn que han de ser aplicades a tots aquells que formen l'esmentada nació. Amb això, Mancini introdueix per primer cop la nacionalitat com a criteri per a determinar l'aplicació de les lleis.
El principi de la nacionalitat influí en la redacció del Codi civil italià de 1865, del Codi civil espanyol de 1889 i del Codi civil alemany de 1900, quedant les matèries referents a l'estatut personal sotmeses a la llei nacional.

#### Savigny i la norma de conflicte
Un dels juristes més importants del segle xix va ser l'alemany Friedrich Carl von Savigny, creador de l'escola històrica del dret. Amb Savigny, el centre del DIP va deixar de ser la norma i el seu àmbit d'aplicació espacial i va passar a ser-ho la relació jurídica internacional. Segons Savigny, totes les relacions jurídiques tenen un centre de gravetat, que permet de localitzar les relacions jurídiques internacionals de forma general i abstracta en els ordenaments nacionals pels quals s'han de regir. Per articular aquesta idea, Savigny va crear un nou tipus de norma, la norma de conflicte.
La norma de conflicte localitza categories generals de relacions jurídiques, com ara la filiació o la successió per causa de mort, de forma general i abstracta en l'ordenament en què les mateixes tenen llur centre de gravetat. El centre de gravetat de la relació s'identificaria gràcies als punts de connexió (el domicili dels interessats, el lloc de subscripció d'un contracte...), que segons Savigny poden ser inferits de la natura intrínseca de les relacions jurídiques. Influït per l'esperit racionalista de la seva època, Savigny va creure que sent el seu mètode fruit d'una aproximació basada en la raó, les mateixes solucions es generalitzarien a totes les nacions civilitzades. És per això que la seva doctrina ha estat qualificada com a universalista. Una generalització del seu mètode conduiria, segons Savigny, a l'anomenada harmonia internacional de solucions, és a dir, amb independència de l'estat on es presentés un litigi, aquest seria resolt sempre de la mateixa manera.

#### L'escepticisme nacionalista del primer terç delseglexix
Als països anglosaxons, no triomfaran les doctrines de Savigny ni tampoc les de Mancini. Així mateix, aquests països es mantindran allunyats inicialment de la Conferència de la Haia.
La persistència de marcades diferències entre els diferents sistemes de DIP contradiu el pronòstic universalista de Savigny sobre la generalització del seu mètode. Els primers convenis de la Haia que pretenen codificar el DIP són ratificats per pocs estats, mentre que als països europeus comença a obrir-se pas en el primer terç del segle xix un corrent nacionalista defensat per una part important de la doctrina. Els defensors del nacionalisme sostenen que el DIP és i ha de ser dret d'origen estatal i que per tant, cada estat ha de conservar la seva llibertat per a regular com desitgi el seu sistema de dret internacional privat. Les guerres mundials i la pèrdua de vigència dels pocs tractats celebrats en matèria de DIP abans de l'inici de les mateixes donaran un cop de gràcia a l'optimisme internacionalista.

#### La tercera escola del DIP (del segon terç delseglexxfins a l'actualitat)
Entre les escoles internacionalista i nacionalista, es desenvolupa a partir del període d'entreguerres la tercera escola. Els autors d'aquest corrent defensen una aproximació més realista i puntual del DIP en sectors concrets mitjançant tractats internacionals. Aquestes idees van inspirar la Conferència de la Haia després de la Segona Guerra Mundial, que a partir d'aquesta època abandona el propòsit d'una codificació global, centrant-se en la unificació de les disposicions que regeixen matèries concretes, com ara les obligacions alimentàries o la responsabilitat per accidents en carretera.